# La vispa Teresa (film, 1943)
Pour les articles homonymes, voir La vispa Teresa.
Pour plus de détails, voir Fiche technique et Distribution.
La vispa Teresa est un film italien réalisé par Mario Mattoli, sorti en 1943, mettant en vedette Lilia Silvi.
Il a été tourné aux studios Palatino à Rome. Les décors du film ont été conçus par les directeurs artistiques Piero Filippone et Mario Rappini. Le titre pourrait se traduire par « Thérèse la guillerette ».

## Synopsis
Un jeune homme de bonne famille tombe amoureux d'une manucure malgré l'avis de ses parents. Elle le lui rend bien mal, car alors qu'il l'emmène aux sports d'hiver, elle suit un autre homme.
En son absence, ses parents ont confondu une autre manucure avec l'objet des convoitises de leur fils. Il s'ensuit une liste de quiproquos au terme desquels les deux jeunes gens tombent amoureux et décident de se fiancer.

## Fiche technique
- Titre : La vispa Teresa
- Réalisation : Mario Mattoli
- Scenario : 	Mario Mattoli
- Maison de production : Excelsa Film
- Distribution : Minerva Film
- Photographie : Ugo Lombardi, Charles Suin
- Montage : Fernando Tropea
- Musique : Gioacchino Angelo et Giovanni D'Anzi
- Décor : Piero Filippone
- Genre : Comédie
- Données techniques : B/N
- Durée : 85 min
- Pays de production :  Royaume d'Italie
- Année : 1943[2]

## Distribution
- Lilia Silvi : Teresa
- Antonio Gandusio : Antonio, son oncle
- Vera Carmi : Luisa, la manucure
- Roberto Villa : Alberto Mari
- Carlo Ninchi : Carlo Mari, son père
- Giuditta Rissone : Matilde Mari, mère d'Alberto
- Tino Scotti : Albertaccio
- Aldo Silvani : le colonel Rossi
- Leopoldo Valentini